# Cernusson
Cernusson est une commune française située dans le département de Maine-et-Loire, en région Pays de la Loire.
Elle se situe dans le Vihiersois, à quelques kilomètres de la ville de Vihiers.

## Géographie

### Localisation
Commune angevine du sud Layon située dans les Mauges, ce territoire rural de l’ouest de la France se trouve à quelques kilomètres au nord-est de Vihiers. Son territoire est essentiellement rural.
Pays de bocage, le Vihiersois se situe dans un triangle entre Angers, Cholet et Saumur.

### Communes limitrophes
Les communes les plus proches sont Montilliers (2 km), Trémont (3 km), La Fosse-de-Tigné (4 km), Aubigné-sur-Layon (5 km), Tigné (5 km), Vihiers (5 km), Tancoigné (6 km), Faveraye-Mâchelles (7 km), Les Cerqueux-sous-Passavant (8 km) et Martigné-Briand (8 km).

### Géologie et relief
À quelques kilomètres au nord et à l'est du Vihiersois se trouve la vallée du Layon, qui marque la transition entre les Mauges et le Saumurois. Le sud de l'Anjou comporte à l'est des terrains secondaires et tertiaires (Saumurois) et à l'ouest des terrains primaires (Mauges). Dans ces derniers, on trouve un pays de bocage sur des terrains de schistes et de granites.
Cernusson se situe sur les unités paysagères du couloir du Layon et du Plateau des Mauges.
L'altitude de la commune varie de 69 à 116 mètres, pour une altitude moyenne de 109 mètres. Son territoire s'étend sur plus de 8 km2 (8 450 hectares).

### Climat
Son climat est tempéré, de type océanique. Le climat angevin est particulièrement doux, de par sa situation entre les influences océaniques et continentales. Généralement les hivers sont pluvieux, les gelées rares et les étés ensoleillés.
Pour des articles plus généraux, voir Climat des Pays de la Loire et Climat de Maine-et-Loire.
En 2010, le climat de la commune est de type climat océanique altéré, selon une étude du CNRS s'appuyant sur une série de données couvrant la période 1971-2000. En 2020, Météo-France publie une typologie des climats de la France métropolitaine dans laquelle la commune est exposée à un climat océanique et est dans la région climatique Moyenne vallée de la Loire, caractérisée par une bonne insolation (1 850 h/an) et un été peu pluvieux.
Pour la période 1971-2000, la température annuelle moyenne est de 11,7 °C, avec une amplitude thermique annuelle de 14,4 °C. Le cumul annuel moyen de précipitations est de 699 mm, avec 11,7 jours de précipitations en janvier et 6,1 jours en juillet. Pour la période 1991-2020, la température moyenne annuelle observée sur la station météorologique de Météo-France la plus proche, « Martigne-briand », dans la commune de Terranjou à 11 km à vol d'oiseau, est de 12,6 °C et le cumul annuel moyen de précipitations est de 617,0 mm,. Pour l'avenir, les paramètres climatiques de la commune estimés pour 2050 selon différents scénarios d'émission de gaz à effet de serre sont consultables sur un site dédié publié par Météo-France en novembre 2022.

## Urbanisme
Morphologie urbaine : le village s'inscrit dans un territoire essentiellement rural.

### Typologie
Au 1er janvier 2024, Cernusson est catégorisée commune rurale à habitat dispersé, selon la nouvelle grille communale de densité à sept niveaux définie par l'Insee en 2022.
Elle est située hors unité urbaine et hors attraction des villes,.

### habitat
En 2013, on trouve 129 logements dans la commune de Cernusson, dont 92 % sont des résidences principales, pour une moyenne dans le département de 90 %, et dont 81 % des ménages en sont propriétaires.

### Occupation des sols
L'occupation des sols de la commune, telle qu'elle ressort de la base de données européenne d’occupation biophysique des sols Corine Land Cover (CLC), est marquée par l'importance des territoires agricoles (87,2 % en 2018), une proportion identique à celle de 1990 (87,2 %). La répartition détaillée en 2018 est la suivante : 
zones agricoles hétérogènes (39,6 %), terres arables (23,4 %), prairies (14,5 %), forêts (12,8 %), cultures permanentes (9,7 %). L'évolution de l’occupation des sols de la commune et de ses infrastructures peut être observée sur les différentes représentations cartographiques du territoire : la carte de Cassini (XVIIIe siècle), la carte d'état-major (1820-1866) et les cartes ou photos aériennes de l'IGN pour la période actuelle (1950 à aujourd'hui).

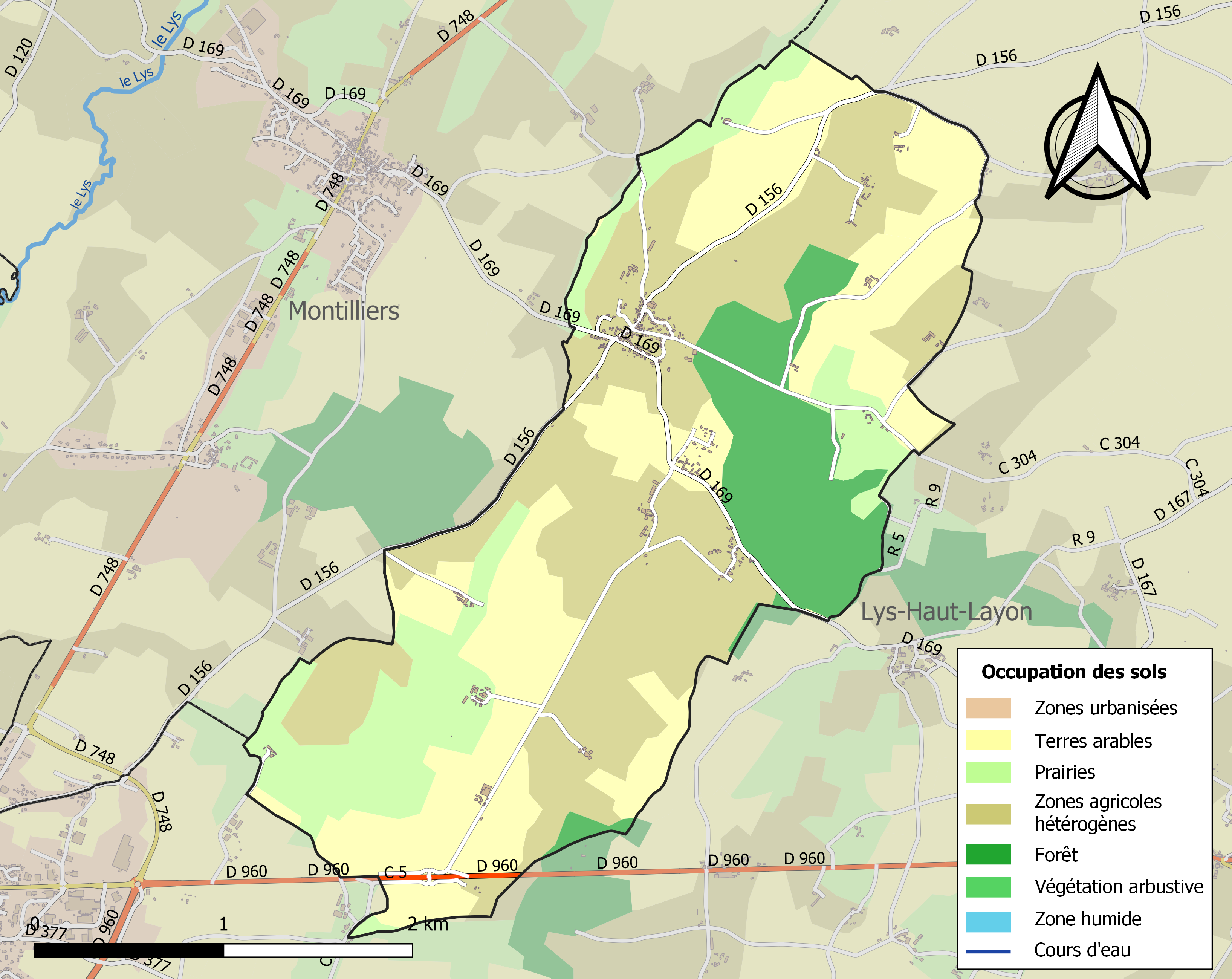
Carte des infrastructures et de l'occupation des sols de la commune en 2018 (CLC).

## Toponymie
Formes anciennes du nom : Sernicitum, Sernuchun en 1040, Sarnucium en 1050, Cernussonium en 1482, Cernusson en 1793,.
Cernusson vient de Sarnacius, nom d'homme latin propriétaire du domaine à l'époque gallo-romaine.
Nom des habitants (gentilé) : les Cernussonais.

## Histoire

### Moyen Âge
L'église n'est d'abord qu'une chapelle seigneuriale dédiée à saint Nicolas. Le fondateur de cette église, et de celle de Montilliers, est le seigneur de Cernusson. Au XIe siècle, elles dépendent de Saint-Florent de Saumur.

### Ancien Régime
La paroisse dépend au XVIIIe siècle du doyenné de Vihiers, compris dans le diocèse de La Rochelle, et de l'élection de Montreuil-Bellay.
À la veille de la Révolution française, une partie du Vihiersois dépend de la sénéchaussée d'Angers (La Salle-de-Vihiers, Vihiers, Coron) et une autre de la sénéchaussée de Saumur (Tigné, Cernusson, Les Cerqueux, Saint-Paul-du-Bois, La Plaine).

### Époque contemporaine
À la réorganisation administrative qui suit la Révolution, la commune des Cerqueux-sous-Passavant est rattachée au canton de Vihiers et au district de Vihiers, puis en 1800 à l'arrondissement de Saumur.
Comme dans le reste de la région, à la fin du XVIIIe siècle se déroule la guerre de Vendée, qui marquera de son empreinte la région.
En 1794 plusieurs colonnes infernales parcourent la région. En janvier la colonne du général Bonnaire arrive à Concourson qui est incendié. Elle se divise ensuite en deux demi-colonnes, la première passant par Les Cerqueux qui sera incendié et dont les habitants seront massacrés. La seconde passe par Cernusson, où le maire et environ 40 habitants seront fusillés, pour arriver à Montilliers où environ 30 femmes et enfants sont fusillés. Le lendemain la première demi-colonne passera par Saint-Hilaire-du-Bois et Coron, alors que la seconde passera par Le Voide.
Pendant la Première Guerre mondiale, 16 habitants perdent la vie.

## Politique et administration

### Administration municipale

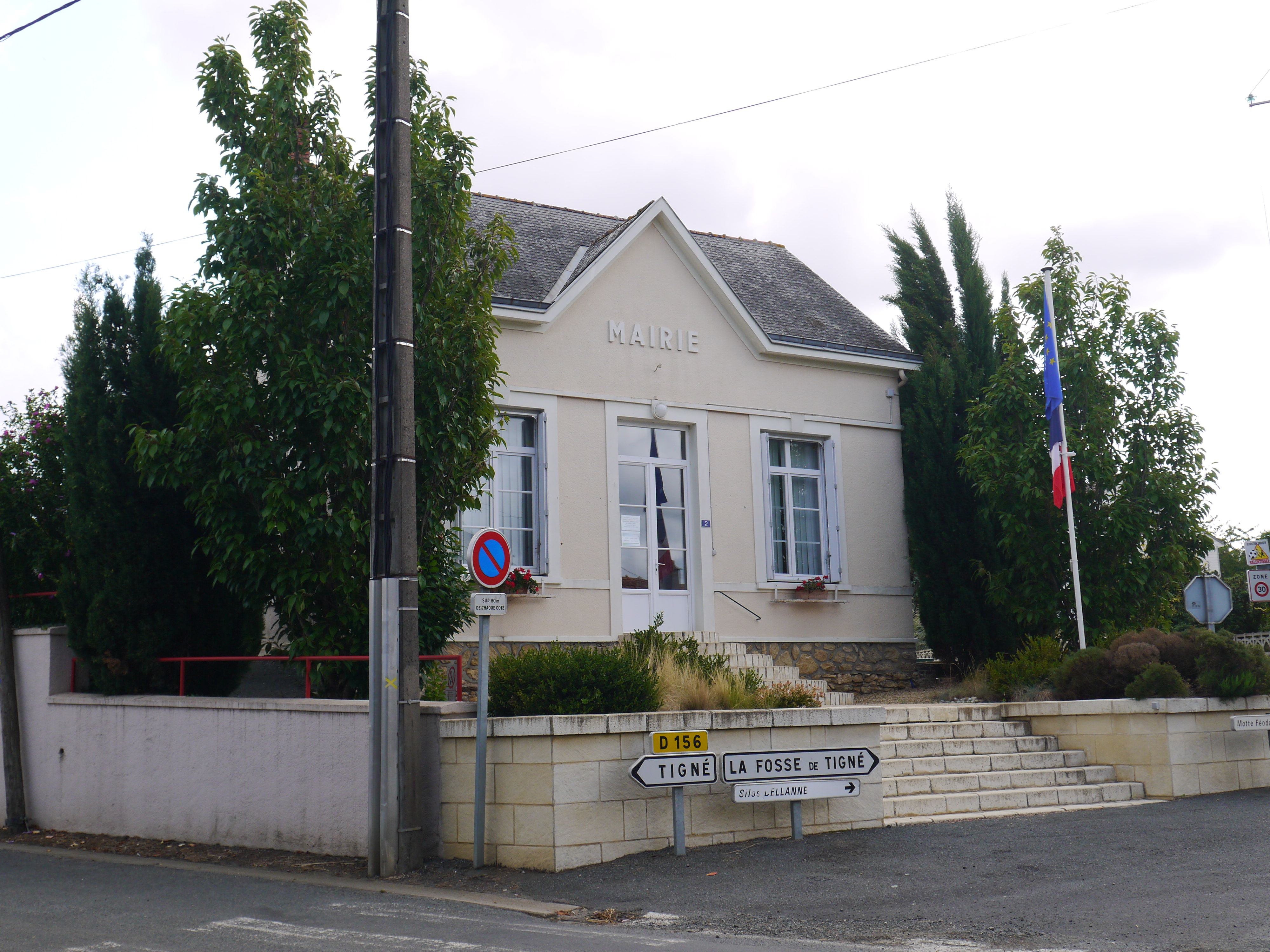
La Mairie.

La commune est créée à la Révolution (Cernusson). Le conseil municipal est composé de 11 élus.
| Période                                  | Période                   | Identité           | Étiquette | Qualité                             |
| ---------------------------------------- | ------------------------- | ------------------ | --------- | ----------------------------------- |
| an V                                     |                           | Pierre Gélineau    |           | agent municipal                     |
| 20 juin 1800                             |                           | Berthelot          |           | maire                               |
| 1808                                     |                           | Jacques Souchet    |           |                                     |
| 21 novembre 1808                         |                           | Trou               |           |                                     |
| 1816                                     |                           | Louis-Jean Brisset |           |                                     |
| 1830                                     |                           | Jacques Gélineau   |           |                                     |
| 1843                                     |                           | Louis Brisset      |           |                                     |
| 1843                                     |                           | Jacques Bernier    |           |                                     |
| 1852                                     |                           | François Hêtreau   |           |                                     |
| 1862                                     |                           | J. Bernier         |           |                                     |
| 1866                                     |                           | J. Gélineau        |           |                                     |
| 1874                                     |                           | Louis Brault       |           |                                     |
| 1881                                     |                           | Pierre Bernier     |           |                                     |
| 1884                                     |                           | Maurille Gélineau  |           |                                     |
| 1892                                     |                           | Jean Simon         |           |                                     |
| 1900                                     |                           | Victor Gélineau    |           |                                     |
| 1912                                     |                           | Jean Augereau      |           |                                     |
| 1919                                     |                           | Victor Gélineau    |           |                                     |
| 1945                                     |                           | Louis Goubault     |           |                                     |
| 1955                                     |                           | Josephine Goubault |           |                                     |
| mars 1989                                | 1995                      | André Godet        |           |                                     |
| juin 1995                                | 2008                      | Lucien Pantais     |           | cuisinier                           |
| mars 2008                                | En cours (au 30 mai 2020) | Guy Dailleux,      |           | directeur d'un établissement postal |
| Les données manquantes sont à compléter. |                           |                    |           |                                     |

### Intercommunalité
Cernusson était intégrée à l'ancienne communauté de communes Vihiersois-Haut-Layon, qui regroupait douze communes, dont Montilliers, Trémont et La Fosse-de-Tignét. Cette structure intercommunale était un établissement public de coopération intercommunale (EPCI) qui avait pour vocation de réunir les moyens de plusieurs communes, notamment dans le domaine du tourisme. Depuis le 1er janvier 2017, la commune est membre de l'agglomération du Choletais après la fusion avec la communauté de communes du Vihiersois-Haut-Layon.
La communauté de communes est membre du Pays de Loire en Layon, structure administrative d'aménagement du territoire.

### Autres circonscriptions
Jusqu'en 2014, la commune fait partie du canton de Vihiers et de l'arrondissement de Saumur. Le canton de Vihiers compte alors dix-sept communes. C'est l'un des quarante et un cantons que compte le département ; circonscriptions électorales servant à l'élection des conseillers généraux, membres du conseil général du département. Dans le cadre de la réforme territoriale, un nouveau découpage territorial pour le département de Maine-et-Loire est défini par le décret du 26 février 2014. Le canton de Vihiers disparait et la commune est rattachée au canton de Cholet-2, avec une entrée en vigueur au renouvellement des assemblées départementales de 2015.
La commune se trouve sur la quatrième circonscription de Maine-et-Loire, composée de six cantons dont Vihiers et Montreuil-Bellay.

## Population et société

### Démographie

#### Évolution démographique
L'évolution du nombre d'habitants est connue à travers les recensements de la population effectués dans la commune depuis 1793. Pour les communes de moins de 10 000 habitants, une enquête de recensement portant sur toute la population est réalisée tous les cinq ans, les populations de référence des années intermédiaires étant quant à elles estimées par interpolation ou extrapolation. Pour la commune, le premier recensement exhaustif entrant dans le cadre du nouveau dispositif a été réalisé en 2004.

En 2022, la commune comptait 329 habitants, en évolution de −9,12 % par rapport à 2016 (Maine-et-Loire : +2,12 %, France hors Mayotte : +2,11 %).
| 1793 | 1800 | 1806 | 1821 | 1831 | 1836 | 1841 | 1846 | 1851 |
| ---- | ---- | ---- | ---- | ---- | ---- | ---- | ---- | ---- |
| 330  | 245  | 321  | 295  | 327  | 356  | 362  | 401  | 391  |

| 1856 | 1861 | 1866 | 1872 | 1876 | 1881 | 1886 | 1891 | 1896 |
| ---- | ---- | ---- | ---- | ---- | ---- | ---- | ---- | ---- |
| 397  | 386  | 390  | 377  | 381  | 389  | 390  | 362  | 368  |

| 1901 | 1906 | 1911 | 1921 | 1926 | 1931 | 1936 | 1946 | 1954 |
| ---- | ---- | ---- | ---- | ---- | ---- | ---- | ---- | ---- |
| 385  | 348  | 354  | 301  | 300  | 296  | 303  | 303  | 296  |

| 1962 | 1968 | 1975 | 1982 | 1990 | 1999 | 2004 | 2006 | 2009 |
| ---- | ---- | ---- | ---- | ---- | ---- | ---- | ---- | ---- |
| 261  | 254  | 236  | 246  | 270  | 279  | 274  | 263  | 306  |

| 2014 | 2019 | 2022 | - | - | - | - | - | - |
| ---- | ---- | ---- | - | - | - | - | - | - |
| 351  | 337  | 329  | - | - | - | - | - | - |

#### Pyramide des âges
La population de la commune est relativement jeune.
En 2018, le taux de personnes d'un âge inférieur à 30 ans s'élève à 39,5 %, soit au-dessus de la moyenne départementale (37,2 %). À l'inverse, le taux de personnes d'âge supérieur à 60 ans est de 20,7 % la même année, alors qu'il est de 25,6 % au niveau départemental.
En 2018, la commune comptait 170 hommes pour 175 femmes, soit un taux de 50,72 % de femmes, légèrement inférieur au taux départemental (51,37 %).
Les pyramides des âges de la commune et du département s'établissent comme suit.
| Hommes | Classe d’âge | Femmes |
| ------ | ------------ | ------ |
| 0,6    | 90 ou +      | 1,2    |
| 3,6    | 75-89 ans    | 5,8    |
| 15,1   | 60-74 ans    | 15,2   |
| 21,7   | 45-59 ans    | 18,7   |
| 21,1   | 30-44 ans    | 18,1   |
| 12,7   | 15-29 ans    | 10,5   |
| 25,3   | 0-14 ans     | 30,4   |

| Hommes | Classe d’âge | Femmes |
| ------ | ------------ | ------ |
| 0,9    | 90 ou +      | 2,1    |
| 7      | 75-89 ans    | 9,5    |
| 16,2   | 60-74 ans    | 16,9   |
| 19,4   | 45-59 ans    | 18,7   |
| 18,2   | 30-44 ans    | 17,5   |
| 18,8   | 15-29 ans    | 17,6   |
| 19,5   | 0-14 ans     | 17,6   |

### Vie locale
Les services publics présents dans la commune de Cernusson sont la mairie et une école maternelle. Les autres services publics se trouvent à Vihiers, ainsi que les structures sociales (ADMR du Vihiersois…) et culturelles (école de musique intercommunale…).
La plupart des structures de santé se situent également à Vihiers, tel l'hôpital local ou le centre de secours.
Le ramassage des déchets est géré par le Syndicat mixte intercommunal pour le traitement des ordures ménagères et des déchets, le Smitom du Sud Saumurois, qui se trouve à Doué-la-Fontaine.
On trouve dans la commune une aire de jeux à côté de la motte féodale, ainsi qu'une randonnée, le sentier des Layons de Cernusson de 7 km. L'office du tourisme est situé à Vihiers.

## Économie

### Tissu économique
Commune principalement agricole, fin 2008, 19 établissements sont présents, dont 58 % relevaient du secteur de l'agriculture. En 2010, sur les 23 établissements présents dans la commune, 48 % relèvent du secteur de l'agriculture (pour une moyenne de 17 % dans le département), aucun du secteur de l'industrie, 13 % du secteur de la construction, 30 % de celui du commerce et des services et 9 % du secteur de l'administration et de la santé.
Cinq ans plus tard, en 2015, sur les 25 établissements présents, 32 % relèvent du secteur de l'agriculture (pour une moyenne de 11 % dans le département), 0 % du secteur de l'industrie, 20 % de celui de la construction, 40 % du secteur du commerce et des services et 8 % de celui de l'administration et de la santé.
Une zone d'activités est présente à Vihiers et Montilliers, l'Anjou Actiparc Vihiersois-Haut-Layon.

### Agriculture
Liste des appellations présentes sur le territoire :
- IGP Agneau du Poitou-Charentes, IGP Bœuf du Maine, AOC AOP Maine-Anjou, IGP Volailles de Cholet, IGP Volailles d’Ancenis,
- IGP Brioche vendéenne,
- AOC AOP Anjou blanc, AOC AOP Anjou gamay, AOC AOP Anjou gamay nouveau ou primeur, AOC AOP Anjou mousseux blanc, AOC AOP Anjou mousseux rosé, AOC AOP Anjou rouge, AOC AOP Cabernet d'Anjou, AOC AOP Cabernet d'Anjou nouveau ou primeur, AOC AOP Crémant de Loire blanc, AOC AOP Crémant de Loire rosé, IGP Maine-et-Loire blanc, IGP Maine-et-Loire rosé, IGP Maine-et-Loire rouge, AOC AOP Rosé d'Anjou, AOC AOP Rosé d'Anjou nouveau ou primeur, AOC AOP Rosé de Loire, AOC AOP Saumur mousseux blanc, AOC AOP Saumur mousseux rosé, IGP Val de Loire blanc, IGP Val de Loire rosé, IGP Val de Loire rouge.

## Culture locale et patrimoine

### Lieux et monuments
Bien que l'on ne trouve pas à Cernusson de bâtiments inscrits Monuments historiques, plusieurs figurent à l'inventaire général du patrimoine culturel :
- Chapelle Saint-Nicolas[51], des XIIe et XVIIe siècles, église dite chapelle Saint-Nicolas, fillette de l'église priorale[Note 2] Saint-Hilaire de Montilliers jusqu'au XVe siècle pour devenir ensuite église paroissiale ;
- Édifice fortifié, route de la Fossé de Tigné, vestiges (motte féodale où, à l’origine, une tour en bois avait été bâtie[24], fossé) des Xe et XIIe siècles[52] ;
- Plusieurs fermes des XVe et XVIe siècles ;
- Maison de maître, lieu-dit la Gaillarderie, du XVIIe siècle avec cheminées encore en place ;
- Et plusieurs autres maisons des XVIIe, XVIIIe et XIXe siècles ;
- Moulins à vent, lieu-dit le Moulin, des XVe et XVIe siècles.

### Personnalités liées à la commune
- Louis Bonnaire (1751-1807), général de l'armée républicaine qui passera dans la région (8e colonne).

## Pour approfondir